# Madagaskarand
Madagaskarand (latin: Anas melleri) er en svømmeand, der lever på det østlige Madagaskar.